# ديباجة دستور الولايات المتحدة

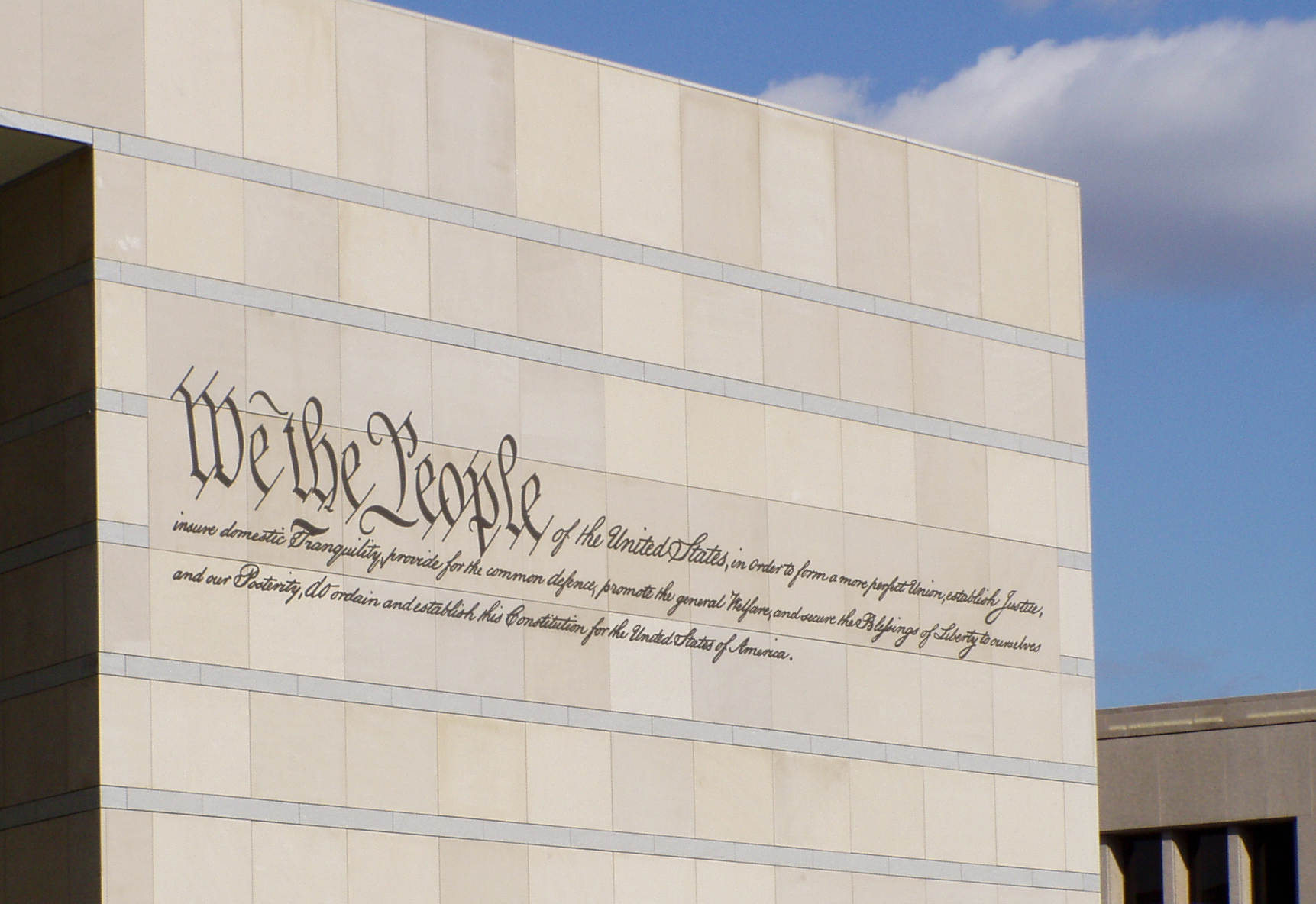
لوحة ديباجة الدستور في مركز الدستور الوطني

ديباجة دستور الولايات المتحدة، التي تبدأ بالكلمات التالية: نحن الشعب، هي بيان تمهيدي موجز للأهداف الأساسية للدستور ومبادئه التوجيهية. أشارت المحاكم إلى هذه الافتتاحية على أنها دليل موثوق على نوايا الآباء المؤسسين، فيما يتعلق بمعنى الدستور وآمالهم التي سعوا إلى تحقيقها من خلاله.

## النص
نحن شعب الولايات المتحدة، رغبةً منا في إنشاء اتحاد أكثر كمالًا، وإقامة العدالة، وضمان الاستقرار الداخلي، وتوفير سبل الدفاع المشترك، وتعزيز الصالح العام وتأمين نعم الحرية لنا ولأجيالنا القادمة، نرسم ونضع هذا الدستور للولايات المتحدة الأميركية. 

## الصياغة
وضعت لجنة الأسلوب ديباجة الدستور خلال الأيام الأخيرة من الاجتماع الدستوري، إذ كتبت هذه اللجنة مسودتها النهائية بقيادة غوفيرنور موريس. لم تُطرح الديباجة أو تُناقش في قاعة المؤتمر قبل ذلك. لم تشر الصياغة الأولية للديباجة إلى شعب الولايات المتحدة، بل إلى أشخاص من مختلف الولايات كما جرت العادة. لم تُستخدم كلمة «الشعب» في العديد من الوثائق السابقة، بما في ذلك معاهدة عام 1778 للتحالف مع فرنسا ووثائق الكونفدرالية ومعاهدة باريس لعام 1783 التي تعترف بالاستقلال الأمريكي، إذ لطالما تلا عبارة الولايات المتحدة قائمةً بالولايات من الشمال إلى الجنوب. أُجري هذا التغيير بدافع الضرورة، إذ نص الدستور على أنه كلما صادق الأشخاص المنتخبين شعبيًا من تسع ولايات على الاتفاقيات، تدخل هذه الاتفاقيات حيز التنفيذ في تلك الولايات التسع، بصرف النظر عما إن صادقت الولايات المتبقية عليها أم لا.

## المعنى والتطبيق
تُعتبر هذه الديباجة مقدمةً وحسب، إذ لا تخصص صلاحيات للحكومة الفيدرالية ولا تضع قيودًا محددةً على عمل الحكومة. لم تستخدم أي محكمة على الإطلاق هذه الديباجة باعتبارها عاملًا حاسمًا في البت في أي قضية نظرًا لطبيعة الديباجة المحدودة، باستثناء الدعاوى القضائية التافهة.  

### الأهمية القضائية
أبدت المحاكم اهتمامها بأي أدلة يُمكن إيجادها في الديباجة فيما يتعلق بمعنى الدستور. طورت المحاكم عدة تقنيات لتفسير معنى القوانين، إذ تستخدم هذه التقنيات ذاتها في تفسير الدستور. ونتيجةً لذلك، رأت المحاكم في الأساليب التفسيرية التي تركز على النص الحرفي لوثيقة ما باعتبارها قابلة للاستخدام في تفسير معنى الدستور. وفي المقابل، يوجد بعض الأساليب التي تركز على الجهود الأوسع لتمييز معنى الوثيقة بالاعتماد على ما هو أبعد من الصياغة، إذ تُعتبر الديباجة رديفةً لهذه الأساليب لأنها تستطيع تحديد «روح» الدستور.
بالإضافة إلى ذلك، تهتم المحاكم عند تفسيرها لمستند قانوني عادةً بفهم الوثيقة كما فهمها مؤلفوها ومن خلال الدوافع وراء إنشائها. ونتيجةً لذلك، استشهدت المحاكم بالديباجة باعتبارها دليلًا على تاريخ ومقصد ومعنى الدستور كما فهمه المؤسسون. يُعتبر الدستور ثوريًا في العديد من النواحي، لكنه حافظ على الكثير من مفاهيم القانون العام (مثل أمر الإحضار، والمحاكمة أمام هيئة المحلفين، والحصانة السيادية)، إذ ترى المحاكم في تصورا المؤسسين للنظام القانوني الذي وضعه الدستور (أي التفاعل بين ما تغير وما بقي من النظام القانوني البريطاني) أمرًا مهمًا بسبب السلطة التي منحهم إياها «الشعب» بهدف إنشائه. لا تهتم المحاكم في الأدلة على طريقة التأويل التي اعتمدها الرجال الذين ناقشوا الدستور وصاغوه في المؤتمر الدستوري وحسب، بل تهتم أيضًا بالطريقة التي طبق بها المسؤولون الحكوميون أحكام الدستور، ولا سيما المسؤولون الحكوميون الأوائل، لكن تبقى السلطة النهائية لتحديد معنى الدستور في أيدي المحاكم. وفي المقابل، يتعارض هذا التركيز على الفهم التاريخي للدستور مع الظروف المتغيرة للمجتمع الحديث مقابل المجتمع الذي صيغ الدستور من صلبه في أواخر القرن الثامن عشر. قضت المحاكم بوجوب تفسير الدستور في ضوء هذه الظروف المتغيرة. دفعت كل هذه الاعتبارات للنظرية السياسية وراء الدستور المحكمة العليا إلى صياغة مجموعة متنوعة من قواعد التفسير الخاصة وبعض المبادئ لتأويلها. على سبيل المثال، أسفر تأويل المحكمة لأهداف الدستور إلى تعبيرها عن تفضيلها للتفسيرات العامة للحريات الفردية.

### أمثلة
تُعتبر قضية إيليس ضد مدينة غراند رابيدز مثالًا على طريقة استخدام المحاكم للديباجة. من الناحية الموضوعية، تمحورت القضية حول الاستلاء العام. أرادت مدينة غراند رابيدز استخدام الاستلاء العام لإجبار مالكي الأراضي على بيع الممتلكات التي حُددت على أنها «متضررة» في المدينة، بالإضافة إلى نقل الملكية التي المالكين الذين سيطورونها بطرق مفيدة ظاهريًا: في هذه القضية، تحويل إحدى الممتلكات إلى مستشفى سانت ماري، وهو منظمة كاثوليكية. يخضع هذا المجال من القانون الدستوري الموضوعي للتعديل الخامس، الذي يتطلب أن توضع الممتلكات المكتسبة عن طريق الاستلاء العام «للاستخدام العام». أشارت المحكمة عند اتخاذها لقرار بشأن ما إذا كان المشروع المقترح مشمولًا في «الاستخدام العام» إلى الديباجة التي تضمنت «تعزيز الصالح العام» باعتبارها دليلًا على أن «مصلحة الناس راسخة في أذهان آبائنا. تُعتبر الجهود المتضافرة لتجديد وتوسيع المستشفيات ومراكز العناية الطبية -باعتبارها جزء من نظام المستشفيات في بلادنا- بمثابة خدمة عامة بالمعنى الأسمى لهذا المصطلح. يتوافق هذا الأمر بالتأكيد مع أحد أهداف دستور الولايات المتحدة: [*** تعزيز الصالح العام]». 
ومن ناحية أخرى، لن تفسر المحاكم الديباجة بطريقة من شأنها أن تمنح الحكومة صلاحيات غير منصوص عليها في أي مكان آخر من الدستور. تُعتبر قضية الولايات المتحدة ضد شركة كينيبريو موتور مثالًا على ذلك. كان المدعى عليهم في هذه القضية شركةً مصنعةً ووكيلةً للسيارات، إذ اتُهمت بارتكاب مخالفة جنائية لقانون الإنعاش الصناعي القومي. أقر الكونغرس هذا القانون من أجل التعامل مع الكساد الكبير، إذ يُراد بأحد أحكامه منح الرئيس سلطة تحديد «الأسعار التي يمكن بيع السيارات الجديدة بها». باعت الشركة التي اتخذت من أوكلاهوما سيتي مقرًا لها سيارةً إلى عميل (من أوكلاهوما سيتي أيضًا) بسعر أقل من سعر السيارات الجديدة المحدد بموجب القانون. من الناحية الموضوعية، تمحورت القضية حول ما إذا كانت الصفقة المعنية تشكل «تجارةً داخليةً» يُمكن للكونغرس تنظيمها وفقًا للبند التجاري. اعتبرت الحكومة أن هذه الصفقة مشمولة ضمن نطاق البند التجاري، لكنها ناقشت أيضًا الديباجة الدستورية التي نصت على «تعزيز الصالح العام»، الأمر الذي ينبغي أن يُفهم على أنه سماح للكونغرس بتنظيم المعاملات مثل تلك التي تشملها هذه القضية، ولا سيما فيما يتعلق بحالة الطوارئ الوطنية الواضحة مثل الكساد الكبير. ومع ذلك، رفضت المحكمة هذه الحجة واعتبرتها خاطئةً، وأصرت على أن المسـألة الوحيدة المعنية هي ما إذا كانت هذه الصفقة التي أسفرت عن إصدار لائحة الاتهام مشمولةً تحت «التجارة الداخلية» بموجب سوابق المحكمة العليا التي فسرت البند التجاري. 